# Яниково (Гірськомарійський район)
Я́никово (рос. Яниково, марій. Яныксола) — присілок у складі Гірськомарійського району Марій Ел, Росія. Входить до складу Виловатовського сільського поселення.

## Населення
Населення — 120 осіб (2010; 132 у 2002).
Національний склад (станом на 2002 рік):
- гірські марійці — 97 %